# Segunda División de fútbol sala 2022-23
La temporada 2022-23 de Segunda División de fútbol sala es la 34.ª edición de la Segunda División del Fútbol Sala de España. Fue organizada por el Comité Profesionalizado de Fútbol Sala de la RFEF y sigue un formato de competición con una primera fase en formato de liga ida y vuelta, y una segunda fase en formato de play-off de ascenso.

## Sistema de clasificación
La clasificación final quedará determinada de la siguiente manera:
1.º: campeón del de Liga Regular.
2.º: Campeón del Playoff de Ascenso.
3.º: Subcampeón del Playoff de Ascenso.
4.º semifinalista del Playoff de Ascenso mejor clasificado en liga
regular.
5.º semifinalista del Playoff de Ascenso segundo mejor clasificado en
liga regular.
del 6.º al 16.º según clasificación en liga regular.
Descenderán a Segunda División B de Fútbol Sala los equipos que al
finalizar la liga regular hayan quedado en las posiciones 14.ª, 15.ª y 16.ª.

## Equipos
| Club                                           | Nombre                            | Ciudad                     | Año de fundación | Pabellón                                      | Capacidad |
| ---------------------------------------------- | --------------------------------- | -------------------------- | ---------------- | --------------------------------------------- | --------- |
| Alzira Fútbol Sala                             | Family Cash Alzira                | Alcira                     | 1985             | Palau d'Esports d'Alzira                      | 2800      |
| Fútbol Club Barcelona B                        | Barça Atlètic                     | Sant Joan Despí            | 1989             | Ciudad Deportiva Joan Gamper                  | 1000      |
| Club Deportivo El Valle                        | CDE El Valle                      | Madrid                     | 2016             | Pabellón Colegio El Valle Sanchinarro         | 300       |
| Club de Fútbol Sala Bisontes Castellón         | Bisontes Castellón FS             | Castellón                  | 1983             | Pabellón Ciutat de Castelló                   | 6000      |
| Club Deportivo El Ejido                        | CD El Ejido Futsal                | El Ejido                   | 1989             | Pab. Mun. de Dep. de El Ejido                 | 2000      |
| Colo Colo Zaragoza                             | Full Energía Zaragoza             | Zaragoza                   | 1971             | CDM La Granja                                 | 1000      |
| Atlético Benavente Fútbol Sala                 | Desguaces Casquero Atl. Benavente | Benavente                  | 1999             | La Rosaleda                                   | 570       |
| Club Deportivo Leganés Fútbol Sala             | CD Leganés FS                     | Leganés                    | 2004             | Pabellón Deportivo Europa                     | 4.550     |
| Noia Fútbol Sala                               | Noia Portus Apostoli              | Noia                       | 2008             | Pabellón Mun. Agustín Mourís                  | 600       |
| Unión África Ceutí                             | Unión África Ceutí                | Ceuta                      | 1931             | Pabellón Guillermo Molina Ríos                | 1.000     |
| Real Betis Futsal B                            | Real Betis Futsal B               | Sevilla                    | 1987             | Centro Deportivo Amate                        | 1750      |
| Club Deportivo Universidad de Málaga Antequera | BeSoccer CD UMA Antequera         | Antequera                  | 1985             | Pabellón Fernanado Argüelles                  | 2.250     |
| Peñíscola Fútbol Sala                          | Peñíscola Globeenergy             | Peñíscola                  | 2000             | Pabellón Municipal de Peñíscola               | 1.200     |
| O Parrulo Ferrol Fútbol Sala                   | O Parrulo Ferrol                  | Ferrol                     | 1988             | Pabellón Municipal A Malata                   | 4.000     |
| Burela FS                                      | Burela FS                         | Burela                     | 2001             | Pabellón Polideportivo Municipal Vista Alegre | 1400      |
| Agrupación Deportiva Sala 10                   | Sala 10 Zaragoza                  | Zaragoza                   | 1987             | CDM Siglo XXI                                 | 2900      |
| Gran Canaria Fútbol Sala                       | Gran Canaria FS                   | Las Palmas de Gran Canaria | 1986             | Centro Insular de Deportes                    | 5200      |
| Club Sala 5 Martorell                          | Sala 5 Martorell                  | Martorell                  | 2010             | Pabellón Deportivo Municipal                  | 2000      |

## Primera Fase

### Clasificación
|                                                                | Equipo                                 | Puntos | J  | G  | E  | P  | GF  | GC  | DG  |
| -------------------------------------------------------------- | -------------------------------------- | ------ | -- | -- | -- | -- | --- | --- | --- |
| 1                                                              | Peñíscola FS                           | 83     | 30 | 27 | 2  | 1  | 154 | 59  | 95  |
| 2                                                              | Burela FS                              | 68     | 30 | 21 | 5  | 4  | 129 | 71  | 58  |
| 3                                                              | O Parrulo Ferrol                       | 60     | 30 | 18 | 6  | 6  | 128 | 93  | 35  |
| 4                                                              | Alzira FS                              | 56     | 30 | 17 | 5  | 8  | 96  | 78  | 18  |
| 5                                                              | Sala 10 Zaragoza                       | 55     | 30 | 16 | 7  | 7  | 118 | 72  | 46  |
| 6                                                              | Unión África Ceutí                     | 52     | 30 | 17 | 1  | 12 | 125 | 101 | 24  |
| 7                                                              | CD El Ejido Futsal                     | 47     | 30 | 13 | 8  | 9  | 92  | 75  | 17  |
| 8                                                              | Real Betis Futsal B                    | 41     | 30 | 12 | 5  | 13 | 93  | 106 | -13 |
| 9                                                              | Full Energía Zaragoza                  | 39     | 30 | 12 | 3  | 15 | 116 | 113 | 3   |
| 10                                                             | Barça Atlètic FS                       | 38     | 30 | 11 | 5  | 14 | 116 | 99  | 17  |
| 11                                                             | CD Leganés FS                          | 37     | 30 | 9  | 10 | 11 | 82  | 93  | -11 |
| 12                                                             | Club de Fútbol Sala Bisontes Castellón | 35     | 30 | 10 | 5  | 15 | 69  | 91  | -22 |
| 13                                                             | Club Sala 5                            | 25     | 30 | 7  | 4  | 19 | 96  | 141 | -45 |
| 14                                                             | CDE El Valle                           | 18     | 30 | 5  | 3  | 22 | 80  | 145 | -65 |
| 15                                                             | Atlético Benavente FS                  | 16     | 30 | 4  | 4  | 22 | 82  | 163 | -81 |
| 16                                                             | Gran Canaria FS                        | 13     | 30 | 4  | 1  | 25 | 81  | 157 | -76 |
| Fuente: Liga Nacional de Fútbol Sala; actualización automática |                                        |        |    |    |    |    |     |     |     |

## Playoff de ascenso a Primera División
El ganador de los playoffs asciende a primera división.
Ambas eliminatorias se jugarán con el siguiente formato:
Se contabilizará la diferencia de goles entre ambos partidos. Si al finalizar el tiempo reglamentario de ambos partidos el resultado de la diferencia de los goles fuese de empate, se disputará una prórroga de dos (2) tiempos de tres (3) minutos En caso de persistir el empate, el resultado favorecerá al equipo que mejor clasificado haya quedado en liga regular.
|  | Semifinales | Semifinales      | Semifinales | Semifinales | Semifinales |   |           | Final     | Final | Final | Final |  |
|  |             |                  |             |             |             |   |           |           |       |       |       |  |
|  |             |                  |             |             |             |   |           |           |       |       |       |  |
|  | 2.º         | Burela FS        | 4 (3)       | 1           | 5           |   |           |           |       |       |       |  |
|  | 2.º         | Burela FS        | 4 (3)       | 1           | 5           |   |           |           |       |       |       |  |
|  | 5.º         | Sala 10 Zaragoza | 3 (1)       | 4           | 2           |   |           |           |       |       |       |  |
|  | 5.º         | Sala 10 Zaragoza | 3 (1)       | 4           | 2           |   | Burela FS | Burela FS | 2 (3) | 0     |       |  |
|  |             |                  |             |             |             |   | Burela FS | Burela FS | 2 (3) | 0     |       |  |
|  |             |                  | Alzira FS   | Alzira FS   | 2 (5)       | 1 |           |           |       |       |       |  |
|  | 3.º         | O Parrulo Ferrol | Alzira FS   | Alzira FS   | 2 (5)       | 1 | 5         | 4 (4)     | 0     |       |       |  |
|  | 3.º         | O Parrulo Ferrol |             |             |             |   | 5         | 4 (4)     | 0     |       |       |  |
|  | 4.º         | Alzira FS        | 8           | 4 (3)       | 1           |   |           |           |       |       |       |  |
|  | 4.º         | Alzira FS        | 8           | 4 (3)       | 1           |   |           |           |       |       |       |  |
|  |             |                  |             |             |             |   |           |           |       |       |       |  |